# Rathaus (Viena)
A Rathaus é um antigo prédio e palácio em Viena, que serve como sede da prefeitura e do conselho municipal da cidade. Além disso também abriga o governo e a Assembleia (Landtag) do Estado de Viena, um estado com o sistema federal austríaco.

## História
A Rathaus foi concebida por Friedrich von Schmidt no estilo gótico, e construída entre 1872 e 1883. No topo da torre fica o Rathausmann, um dos símbolos de Viena. Diante da Rathaus há um grande parque, o Rathauspark. A Rathaus também acomoda o restaurante do histórico 'Wiener Rathauskeller'. O restaurante tradicional consiste em várias salas barrocas, oferecendo pequenas iguarias tradicionais vienenses a buffets na Grande Gala. A renovação terminou bem recentemente (2000), incluindo a reabertura do neo-barroco Ziehrer Salon e o redesenhado Salão Lanner-Lehar, com paredes e tetos murais de trompe-l'oeil do artista alemão Rainer Maria Latzke.